# الملاك الصامت
الملاك الصامت (بالألمانية: Der Engel schwieg) هي رواية للكاتب الألماني هاينريش بُول الحاصل على جائزة نوبل في الأدب سنة 1972، كتبها سنة 1950 لكنها لم تُنشر إلا بعد وفاته في عام 1992.ترجمها للعربية طلعت الشايب ونشرتها دار دال للنشر والتوزيع سنة 1997.تنتمي هذه الرواية إلى الأدب الألماني بعد الحرب، وتُعد من أولى محاولاته السردية في تصوير الدمار المعنوي والوجودي الذي خلّفته الحرب العالمية الثانية. تتناول الرواية عودة جندي ألماني إلى كولونيا المدمّرة، حيث يواجه الخراب، والجوع، والانكسار الأخلاقي، وسط انهيار القيم والمؤسسات، بما فيها الكنيسة والعائلة.

## الملخص والتحليل
تدور أحداث الرواية في كولونيا في الأيام الأولى بعد نهاية الحرب، وتروي قصة جندي سابق يُدعى هانس شنير، عاد لتوه من الجبهة ليجد مدينته قد دُمّرت بالكامل، وعائلته مفككة، والمؤسسات الدينية والسياسية في حالة شلل أو تواطؤ. أثناء تجواله في المدينة، يلتقي بامرأة تُدعى ريغينا، وهي أرملة عسكري نازي أُعدم بسبب تورّطه في محاولة اغتيال هتلر، وتعيش الآن منبوذة ومطاردة. ينشأ بين الاثنين تعاطف عميق، سرعان ما يتحوّل إلى تحالف وجودي ضد عالم فقد معناه.تعكس الرواية تطورًا مبكرًا لنزعة بُول النقدية تجاه الكنيسة الكاثوليكية والمؤسسة الاجتماعية في ألمانيا ما بعد الحرب. إذ يُصوَّر الصمت في العنوان – صمت الملاك – بوصفه صمتًا إلهيًا عن المعاناة، أو صمت الضمير الجماعي للأمة. يظهر من خلال شخصية البطل نوع من التمزق الداخلي بين الإيمان واليأس، كما يكشف السرد عن فساد اجتماعي وروحي، حيث تُختزل القيم إلى نفاق ديني أو محاولة للنجاة الفردية.الرواية لا تتبع حبكة تقليدية، بل تتكون من لوحات سردية متتابعة، تمزج بين المونولوج الداخلي والوصف الخارجي. الأسلوب واقعي قاتم، مع مسحة تأملية أخلاقية، وتُعد من الأعمال التأسيسية لرؤية بُل عن "الإنسان الضائع" في ألمانيا المدمّرة.

## التلقي النقدي
عند نشر الرواية لأول مرة سنة 1992، لقيت ترحيبًا كبيرًا من القراء والنقاد، باعتبارها وثيقة أدبية وفكرية فريدة عن اللحظة الصفرية في تاريخ ألمانيا الحديثة. رأى العديد من النقاد أن الرواية تشكّل "اللبنة الأولى" في عالم بُول الأدبي، وأنها تقدّم تصورًا جنينيًا للكثير من القضايا التي سيتناولها لاحقًا مثل علاقة الفرد بالسلطة، وصراع الضمير، ومأساة ما بعد الحرب.كتبت Sigrid Löffler أن الرواية "تحمل بذور كل ما سيصير لاحقًا مشروع بُل الأخلاقي"، وأشارت إلى أن "الصمت" في الرواية ليس فقط صمت الإله، بل أيضًا صمت الضمير الجماعي الألماني.كما قارن
خواكيم كايزر الرواية بأعمال كامو وسارتر، معتبرًا أنها "صرخة من داخل الركام"، وأنها تشكّل أحد أبرز تمثيلات "أدب الأنقاض" في ألمانيا.وأبرزت دراسات أخرى البُعد الديني في الرواية، خصوصًا في توازي شخصيتي هانس وريغينا مع شخصيات من الأدب الإنجيلي، في إطار ما يُعرف بـ "لاهوت الأنقاض".